# Arnulfo da Holanda
Arnulfo da Holanda ou  Aernout da Holanda ou Arnold da Holanda (Ghent entre 951 ou 955 - 18 de setembro de 990) sucedeu a seu pai em 988 como Conde da Frísia. Devido ao facto de ter nascido em Ghent por vezes também é conhecido como Arnulfo de Ghent. 
Arnulfo é mencionado pela primeira vez, conjuntamente com os pais em 970. Como seu pai, seu nome aparece em vários documentos Flamengos da época. Em 983 Arnulfo acompanha o imperador Otão II, Sacro Imperador Romano-Germânico e o futuro imperador Otão III, Sacro Imperador Romano-Germânico, na viagem destes a Verona e Roma.
Dado a sua forma de governo não ser passiva conseguiu ampliar os seus territórios para o sul. Arnulfo doou várias propriedades a Abadia de Egmond, destacando-se entre eles os de Hillegersberg (que era anteriormente chamado de Bergan, mas rebatizado pela mãe Arnulfo) e Overschie, que podem ter sido recompensas para as atividades de limpeza de terras dos monges de Egmond.
Em 20 de setembro 993 Luitegarda doou as suas propriedades em Rugge à Abadia de São Pedro de Ghent.

## Relações familiares
Foi filho de Teodorico II da Frísia (entre 920 e 930 - 6 de maio de 988), Conde da Holanda e Hildegarda da Flandres, filha de Arnulfo I de Flandres.
Em maio de 980 Arnulfo casou com Luitegarda do Luxemburgo, filha de Sigifredo do Luxemburgo (c. 922 – 28 de Outubro de 998), conde de Luxemburgo e de Edviges de Nordegávia, de quem teve:
1. Teodorico III da Holanda[2][3] casou com Otelindis da Marca do Norte (? - 1044), filha de Bernardo I de Haldensleben.
2. Adelina da Holanda, que foi casada por duas vezes, uma com Balduíno II de Bolonha, conde de Bolonha e a outra com Enguerrando I de Ponthieu, Conde de Ponthieu.